# Alice Mary Weeks
Alice Mary Dowes Weeks (* als Alice Mary Dowse 26. August 1909 in Sherborn (Massachusetts); † 29. August 1988 in Wynnewood, Pennsylvania) war eine US-amerikanische Mineralogin.
Weeks studierte an der Tufts University mit einem Bachelor-Abschluss in Mathematik und Naturwissenschaften 1930. Danach unterrichtete sie als Lehrerin an einer Mädchenschule, bevor sie Geologie an der Tufts University und der Harvard University studierte mit einem Master-Abschluss 1934. Sie durfte als Frau nicht alle Klassen besuchen, sondern musste teilweise vor dem Klassenzimmer zuhören. Da sie eine Promotion nicht finanzieren konnte, nahm sie ein Forschungsstipendium am Bryn Mawr College an, wo sie auch ein Jahr Instructor im Labor war. 1936 kehrte sie nach Harvard zurück, um zu promovieren, und lehrte währenddessen am Wellesley College zunächst als Instructor und dann als Mitglied der Fakultät als Assistant Professor. Im Zweiten Weltkrieg unterrichtete sie Navy-Offiziere im Kartenerstellen. 1949 konnte sie schließlich bei Marland P. Billings promovieren, mit einer geologischen Kartierung in Massachusetts. 1949 ging sie vom Wellesley College zum US Geological Survey, wo sie 1951 fest angestellt wurde als Projektleiterin für Uran-Mineralogie am Trace Elements Lab. Meist arbeitete sie damals auf dem Colorado-Plateau, wo sie Uran-Minen zur Probennahme besuchte. Dabei konnte sie einige Minen nur als Mann verkleidet betreten. 1962 ging sie zur Temple University, wo sie die Geologie-Fakultät aufbaute. 1976 wurde sie emeritiert. Sie starb wie ihre Zwillingsschwester an Komplikationen durch die Alzheimer-Krankheit.
Weeks war eine Expertin für Uran-Mineralogie zu einer Zeit, als die Suche nach Uran im Kalten Krieg wichtig wurde. Sie beschrieb viele neue Uranmineralien (und Vanadiummineralien) und untersuchte die Uran-Lagerstättenbildung samt Anreicherungsprozessen. Nach ihr ist das Mineral Weeksit benannt. Zu ihren Erstbeschreibungen gehört Rabbittit (mit Mary E. Thompson, A. M. Sherwood).
Sie war Fellow der American Association for the Advancement of Science.
1950 heiratete sie den Erdölgeologen Albert Weeks.

## Schriften (Auswahl)
- Quaternary Deposits of Texas coastal plain between Brazos River and Rio Grande, Am. Assoc. Petroleum Geologists Bull., Band 29, 1945, S. 1693–1720
- New Evidence of the Cambrian Contact at Hoppin Hill, North Attleboro, Massachusetts, American Journal of Science, Band 248, 1950, S. 95–99
- mit E. A. Cisney, A. M. Sherwood: Montroseite, a new Vanadium oxide from the Colorado Plateaus, American Mineralogist, Band 38, 1953, S. 1235–1241
- mit Mary E. Thompson: Identification and Occurrence of Uranium and Vanadium Minerals from the Colorado Plateaus, Geological Survey Bulletin 1009-B, Department of the Interior. U.S. Government Printing Office, 1954
- mit M. E. Thompson, A. M. Sherwood: Rabbittite, a new uranyl carbonate from Utah, American Mineralogist, Band 40, 1955, S. 201–206
- mit Mary E. Thompson, Alexander M. Sherwood: Navajoite, a New Vanadium Oxide from Arizona, American Mineralogist, Band 40, 1955, S. 207–212
- Mineralogy and Oxidation of Colorado Plateau Uranium Ores, US Geological Survey Professional Paper 300, 1956, S. 187–193
- mit Theodore Botinelly: Mineralogical Classification of the Uranium-Vanadium Deposits on the Colorado Plateau, Geological Survey Bulletin 1074-A, 1957
- mit M. L. Lindberg, A. H. Truesdell, Robert Meyrowitz: Grantsite, a new hydrated Sodium Calcium Vanadate from New Mexico, Colorado and Utah, American Mineralogist, Band 49, 1964, S. 1511–1526, PDF 1MB bei rruff.info

| Personendaten    | Personendaten                |
| ---------------- | ---------------------------- |
| NAME             | Weeks, Alice Mary            |
| ALTERNATIVNAMEN  | Weeks, Alice Mary Dowse      |
| KURZBESCHREIBUNG | US-amerikanische Mineralogin |
| GEBURTSDATUM     | 26. August 1909              |
| GEBURTSORT       | Sherborn (Massachusetts)     |
| STERBEDATUM      | 29. August 1988              |
| STERBEORT        | Wynnewood (Pennsylvania)     |